# Coleophora internitens
Coleophora internitens é uma espécie de mariposa do gênero Coleophora pertencente à família Coleophoridae.